# Bombogor
Bombogor (čínsky v českém přepisu Po-mu-po-kuo-er, pchin-jinem Bómùbóguǒěr, znaky zjednodušené 博木博果尔 nebo čínsky pchin-jinem Bómùbóguǒěr, znaky zjednodušené 博穆博果尔) ( ?? Jaksa – 1640 Mukden) byl evencký náčelník, vůdce kmenů na středním toku Amuru ve 30. letech 17. století. Pod jeho vedením se Evenkové (Soloni) a Daurové bránili útokům vojsk říše Čching. Roku 1640 padl do čchingského zajetí, byl odvezen do Mukdenu, čchingského hlavního města, a popraven.

## Život
Bombogor byl evencký náčelník, vůdce kmenů na středním toku Amuru. Roku 1638 Chuang Tchaj-ťi, císař říše Čching, vyslal proti Bombogorovi vojsko v čele s generálem Samšikou, ale tažení selhalo kvůli odporu Evenků.
V prosinci 1639 Chuang Tchaj-ťi opět vyslal na Amur značné síly. Jeho armáda pronikla hluboko na území Solonů, když dosáhla břehů řeky Kumara. V bitvě u Gualaru dva čchingské pluky porazily vojsko pěti set Solonů a Daurů v čele s Bombogorem.
V květnu 1640 čchingské vojsko zaútočilo na evencká opevněná městečka Duochen, Asajin, Jaksu a Duojin; všechna čtyři dobylo a ukořistilo velké množství koní, skotu a otroků. Přestože Bombogor pokračoval v odporu, ztratil podporu místního obyvatelstva, Evenkové neměli sílu protivit se čchingské armádě a mnozí se podřídili čchingskému chánovi (resp. císaři).
V srpnu 1640 Chuang Tchaj-ťi vyslal další armádu proti Bombogorovi, který se snažil prchnout do Mongolska, ale byl Mandžuy dostižen a zajat i s ženami, dětmi a zavazadly. Dopravili ho do Mukdenu, kde byl popraven. S jeho zajetím a smrtí se evencký odpor zhroutil a Mandžuové si zabezpečili kontrolu nad obyvatelstvem Poamuří. Někteří z Evenků a Daurů se pak stali částí čchingských Osm korouhví, část byla zařazena do korouhve lovců a rybářů jako takzvaní „Noví Mandžuové“, ostatek patřil k závislým kmenům přinášejícím tribut.